# Desa Lamawolo (administrativ by i Indonesien, lat -8,28, long 123,53)
Desa Lamawolo är en administrativ by i Indonesien.   Den ligger i provinsen Nusa Tenggara Timur, i den sydöstra delen av landet, 1 900 km öster om huvudstaden Jakarta. Desa Lamawolo ligger på ön Pulau-pulau Solor.